# خوسيه مانويل بيران
خوسيه مانويل بيران (بالإسبانية: José Manuel Beirán)‏ هو لاعب كرة سلة إسباني سابق مثل فريق ريال مدريد بالونكيستو في الدوري الإسباني لكرة السلة. مثّل منتخب بلاده. شارك في مسابقة كرة السلة في الألعاب الأولمبية الصيفية 1984 حيث حقق الميدالية الفضية.

## روابط خارجية
- خوسيه مانويل بيران على موقع الاتحاد الدولي لكرة السلة (الإنجليزية)
- خوسيه مانويل بيران على موقع الدوري الإسباني لكرة السلة (الإسبانية)
- خوسيه مانويل بيران على موقع بروبوليرز (الإنجليزية)
- خوسيه مانويل بيران على موقع سبورتس رفرنس (الإنجليزية)
- خوسيه مانويل بيران على موقع أوليمبيديا (الإنجليزية)